# Ефремов, Николай Васильевич
Никола́й Васи́льевич Ефре́мов (25 января) 1873, Тихвин — 3 декабря 1937, Ленинград) — российский советский кинооператор, фотограф. Один из первых русских кинохроникёров. Жертва политических репрессий в СССР.

## Биография
Родился 25 января 1873 года в Тихвине Новгородской губернии. С 1881 года учился в городском училище в Вытегре.
В 1886—1899 годах — работал «по лесному делу» в Олонецкой губернии, служил в Русской императорской армии. В 1899—1908 годах работал фотографом в Архангельске и Вологде, в 1909—1910 годах — владелец фотоателье в Соломбале.
В кино начинал как оператор местной хроники, снимал этнографические фильмы. В 1910 году в электротеатре «Новый Ренессанс» в Вологде шли снятые Ефремовым картины «Бега на вологодском ипподроме», «Открытие сельскохозяйственной выставки в Вологде», «Виды Вологды». В августе 1911 года принимал участие в работе 1-го Всероссийского съезда синематографических деятелей в Москве, владел электротеатром.
В 1911—1917 годах — оператор игрового и документального кино на различных кинофабриках; работал на фирме «Братья Пате», в торговом доме «Варяг» в Москве, в торговом доме «П. Тиман и Ф. Рейнгардт», на Киевской кинофабрике «Светотень», в АО «А. Ханжонков и К°», на кинофабрике А. Е. Хохловкина, на фабрике «Кино-дело» в Петрограде.
«Дед Ефремов» — не худший оператор «Севзапкино»; по словам Горданова, он «старался создать в кадре хотя бы намёк на световую лепку».
Хотя работал он с известными режиссёрами, он остался провинциальным фотографом, даже снимал, накрывшись чёрной тряпкой.
В 1918—1924 годах занимал административно-управляющие должности в Вологде, одновременно в 1921 году работал фотографом в Вологодской губернской чрезвычайной комиссии и Вологодском губернском отделе Всерабиса. Был членом Вологодского городского совета рабочих и красноармейских депутатов.
В 1924—1925 годах — оператор кинофабрики «Севзапкино» (с 1925 года — фабрики «Ленинградкино»). В 1925—1926 годах — оператор 3-й фабрики Госкино в Москве.
С 1927 года — оператор Ленинградской фабрики «Совкино» (с 1930 года — Ленинградской фабрики «Союзкино»), снимал большинство ленинградских мультфильмов. Последние годы — режиссёр-оператор кинофабрики «Лентехфильм».
Арестован 5 сентября 1937 года. Приговорён 25 ноября 1937 года Особой тройкой при Управлении НКВД по Ленинградской области по статьям 58-10 и 58-11 УК РСФСР к высшей мере наказания. Расстрелян 3 декабря 1937 года в Ленинграде.

## Фильмография
- 1910 — Бега на вологодском ипподроме
- 1910 — Виды Вологды
- 1910 — Открытие сельскохозяйственной выставки в Вологде
- 1911 — Великий Мариинский водный путь (совместно c А. В. Кюнстом, Е. О. Славинским и другими)
- 1911 — Велосипедные гонки 25 сентября
- 1911 — Виды и типы г. Кеми
- 1911 — Город Архангельск и его виды
- 1911 — Крёстный ход в Вологде
- 1911 — Полёты авиатора Васильева в Вологде
- 1911 — Полёты известного пилота-авиатора А. А. Васильева в Архангельске
- 1911 — Приезд А. А. Васильева в Архангельск
- 1911 — Развлечения на Вологодской ярмарке
- 1911 — Соловецкий монастырь и г. Кемь
- 1912 — Верочка хочет замуж
- 1912 — Вологодские кружевницы
- 1912 — Капризы любви / Любовь кузнеца
- 1912 — Объятия земли / Заживо погребенная
- 1912 — Современный жених
- 1912 — Часовщик Лейзер
- 1913 — Зоологический сад среди степей (документальный)
- 1913 — Массандра (документальный)
- 1913 — Окрестности Алупки (документальный)
- 1913 — Окрестности Севастополя (документальный)
- 1913 — Ореанда (документальный)
- 1913 — Покорение Кавказа / Пленение Шамиля
- 1913 — Суук-Су (документальный)
- 1913 — Хаз-Булат
- 1914 — Беглец / Гарун бежал быстрее лани
- 1914 — Гнев Диониса
- 1914 — Детская преступность и борьба с ней
- 1914 — Дьявол
- 1914 — Измаил-Бей
- 1914 — Окрестности Ялты (документальный)
- 1915 — В старину живали деды / Лиходей / В когтях ревности и отчаяния
- 1915 — Молочная ферма на Кавказе (документальный)
- 1915 — Плебей / Роман графини Ю.
- 1915 — Шведская спичка
- 1916 — А счастье было так возможно / Пасынки жизни
- 1916 — Жизнь начинается завтра
- 1916 — Когда пробуждается зверь / Третий пол
- 1916 — Месть падшей
- 1916 — Опасный возраст / Женщина в сорок лет
- 1917 — И были разбиты все грёзы
- 1917 — Кобра капелла / Женщина-змея
- 1917 — Месть судьбы
- 1917 — Она
- 1917 — Тайна высокой дамы
- 1917 — Человек без чести
- 1924 — Н+Н+Н / Нини, налог, неприятность
- 1924 — Волга и Мариинская система (также режиссёр, документальный)[30]
- 1925 — Глушь поволжская
- 1925 — Жена предревкома
- 1927 — Быт народов севера (документальный)
- 1927 — Два рикши (анимационный)
- 1927 — Дом вверх дном (анимационный)
- 1927 — Пионер Ваня (анимационный)
- 1928 — Бузилка / Шептуны (анимационный)
- 1928 — Комната с мебелью / Меблированная комната (анимационный)
- 1928 — Обиженные буквы / Буквы жалуются наркому (анимационный)
- 1928 — Хвастунишка (анимационный)
- 1929 — Бузилка против брака (анимационный)
- 1929 — Неуловимый рабкор (анимационный)
- 1929 — Советская копейка (анимационный)
- 1930 — Братишка соревнуется (анимационный)